# Sinostose radioulnar
A sinostose radioulnar é uma condição rara em que existe uma ligação anormal entre os ossos do antebraço rádio e ulna. Pode estar presente no nascimento (congênito), quando é o resultado de uma falha na formação dos ossos ou após uma lesão (pós-traumática).
Normalmente causa restrição de movimento do antebraço, em particular rotação (pronação e supinação), embora geralmente não seja doloroso, a menos que cause subluxação da cabeça do rádio. Ela pode estar associada ao deslocamento da cabeça do rádio, o que leva à extensão limitada do cotovelo.